# 周葵
周葵（1098年—1174年），字立义，晚年自号惟心居士。常州宜兴县（今江苏省宜兴市）人。南宋大臣，宋孝宗时参知政事。
少年致力学习，自乡校移籍京师，两学传诵其文。宋徽宗宣和六年（1124年），擢进士甲科，调任广德军司刑曹事。宋钦宗靖康初年，为徽州军事推官。宋高宗绍兴五年（1135年）陈与义举荐周葵召试馆职，于是担任监察御史。绍兴十一年（1141年）转任殿中侍御史，在职仅两个月，言事至三十章。列举所行不当事二十条，直接指责宰相赵鼎。反对张浚北伐，为言官弹劾，罢为司农少卿，以直秘阁知信州（治今江西省上饶市）。宋金和议，他被召回临安府，上奏说战则胜、守则固、和则久。于是担任太常少卿。当时秦桧当权，他不肯附和，被劾落职，主管玉隆观。之后，直秘阁知湖州（治今浙江省湖州市），改任知平江府（治今江苏省苏州市）。再被秦桧弹劾落职。秦桧死，周葵再任直秘阁知绍兴府（治今浙江省绍兴市）。为权礼部侍郎兼国子祭酒，兼权给事中。被侍御史汤鹏举弹劾，出知信州，改提点河南刑狱公事。绍兴末年，知太平州，水坏圩堤，全部一百二十里加以修复，又浚导河道。入朝为集英殿修撰、敷文阁待制、知婺州（治今浙江省金华市）。宋孝宗即位，担任兵部侍郎兼侍讲，改权户部侍郎，拜参知政事，隆兴二年（1164年）兼权知枢密院事。他反对北伐，与丞相虞允文、陈康伯不合，自请罢职。以资政殿学士提举洞霄宫，改知泉州，告老，以资政殿大学士致仕，淳熙元年（1174年）周葵卒，赠正奉大夫，谥号惠简。著作有《圣传诗》二十篇、文集三十卷、奏议五卷。

## 延伸阅读
[在维基数据编辑]
 《宋史/卷385》，出自脱脱《宋史》